# Silene ornata
Silene ornata är en nejlikväxtart som beskrevs av William Aiton. 
Silene ornata ingår i släktet glimmar och familjen nejlikväxter. Inga underarter finns listade i Catalogue of Life.